# The Bluetones
The Bluetones sono un gruppo musicale indie rock britannico, formatosi nel 1993.

## Storia del gruppo
Il gruppo si è costituito nel borgo londinese di Hounslow. Dopo aver pubblicato due singoli per la Fierce Panda Records, la band ha firmato un contratto con la A&M Records per la diffusione dell'album Expecting to Fly, uscito nel febbraio 1996. Il disco ha raggiunto la prima posizione della classifica Official Albums Chart ed è stato certificato disco di platino nel Regno Unito. Da questo album sono stati estratti i singoli di successo Bluetonic e Slight Return.
Nel marzo 1998 è uscito il secondo album Return to the Last Chance Saloon, seguito nel 2000 da Science & Nature. Anche questi due dischi hanno avuto successo, entrando nella "top 10" britannica.
Dopo una raccolta uscita nel 2002, è stata la volta del quarto album in studio Luxembourg (2003). Nel 2005 il gruppo ha firmato con la Cooking Vinyl. Nel settembre del 2006 è uscito il singolo My Neighbour's House, che ha anticipato l'album The Bluetones, uscito il mese seguente. Il disco ha avuto poco successo.
Tra il febbraio e l'ottobre 2007 sono usciti una raccolta di registrazioni per la BBC Radio e un album dal vivo registrato il 18 novembre 2005 presso lo Shepherds Bush Empire, nonché un DVD e una raccolta.
Nel 2008 il gruppo si è dedicato all'attività live.
Nel maggio 2010 è uscito l'album A New Athens.
Nel marzo 2011 la band ha annunciato che si sarebbe sciolta dopo il tour autunnale.
Nell'aprile 2015 è stata comunicata la reunion per un nuovo tour britannico.

## Formazione
Attuale
- Mark Morriss - voce
- Adam Devlin - chitarra
- Scott Morriss - basso
- Eds Chesters - batteria

Ex componenti
- Richard Payne - chitarra, tastiere (1998-2002)

## Discografia
Album studio
- 1996 - Expecting to Fly
- 1998 - Return to the Last Chance Saloon
- 2000 - Science & Nature
- 2003 - Luxembourg
- 2006 - The Bluetones
- 2010 - A New Athens

Live
- 2007 - Once Upon a Time in West Twelve

Raccolte
- 2000 - Are You Blind?
- 2002 - The Singles
- 2006 - A Rough Outline: The Singles & B-Sides 95-03
- 2007 - BBC Radio Sessions
- 2007 - The Early Garage Years
- 2008 - Collection

EP
- 1995 - A Bluetones Companion (in Giappone)
- 2000 - Mudslide
- 2005 - Serenity Now (in preordine)